# ハツリバーブ -HAZE REVERB-
『ハツリバーブ -HAZE REVERB-』は、中華人民共和国の上海听舟網絡科技有限公司が開発し、2023年より運営されているスマートフォン用のゲームアプリ。

## 作品概要
地球外から襲来した正体不明の勢力に対抗するため、人類の技術を結集して通常の約20倍のサイズに巨大化する能力を身に着けた美少女たちを率いて戦うシミュレーションRPG。
開発国の中国大陸では新作ゲームの配信時に義務付けられている政府審査を通過しておらず、台湾・香港・マカオ（台港澳）を対象とする繁体字中文版が2023年4月6日に先行サービスを開始。日本では同年8月にX（旧Twitter）アカウントが開設され、9月22日より事前登録を開始、10月20日より正式サービスが開始された。12月21日にはXアカウントの乗っ取り被害に遭った旨を、同25日に新規公式Xアカウントの開設及び運用について発表があった。
2024年11月6日に英語版がリリース。

## 登場キャラクター

### アイギス
「原罪」に対抗するため人類7大地域が集結して組織された統一戦線本部。「永世の盾」の別名で呼ばれる。

#### 九州本部

##### 魂滅
オードラ
声 - 小倉唯
ルルラ
声 - 小倉唯
キンクラ
声 - 森嶋優花

##### 風林火山
鈴木清風
声 - 森嶋優花
森村鬼之介
声 - 堀越せな
不知火
声 - 坂井愛実
栗山青鸞
声 - 山田奈都美

##### 天華蘭
華恋
声 - 彩月ちさと
鈴
声 - Machico
華夢
声 - 彩月ちさと
彩華
声 - 逢来りん

##### 心経屋
蛍草（ほたるぐさ）
声 - 武藤志織
心紙（こころかみ）
声 - 悠木碧
花語（はなことば）
声 - 中澤ミナ
星井 バーナーディ（ほしい バーナーディ）
声 - せきしほ

##### 忍心社
轟雷
声 - 大木咲絵子
黒羽
声 - 篠原夢
弱水
声 - 篠原夢
冥火
声 - 貝阿彌沙羅

##### ホエールフォール
バイリモモ
声 - 夜道雪
海姫
声 - 福山あさき

##### ハンギングエンペラー
アイシリカ
声 - 南條ひかる
サラティー
声 - 伏見はる香

##### 平心社
暁夢
声 - 空賀花
澄練
声 - せきしほ
朝霧
声 - 鳴瀬麻美

#### ダニューブ支部
フランカー
声 - 逢来りん→松永あかね
チャリサー
声 - 山田奈都美
ユリウス
声 - 南條ひかる
シリン・ウォルター
声 - 中澤ミナ

#### カティア支部
ジェロ
声 - 下地紫野
リーファ
声 - 知念明希保

#### マヤ支部
アリス
声 - 悠木碧
ティナ
声 - 吉成由貴
ギン
声 - 吉成由貴
ハンク
声 - 坂井愛美
瓏（ろう）
声 - 堀越せな
銀（しろがね）
声 - 篠原夢
渠（みぞ）
声 - 白砂沙帆

#### スターリーグ
フロービラ
声 - 加隈亜衣
エヴァティ
声 - 古賀葵
ミットシヴァ
声 - 鳴瀬麻美
シファリス
声 - 上原あかり

### 原罪
地球外から侵略して来た正体不明の勢力。
逆愛（ぎゃくあい）
声 - 石黒千尋
嫉妬（しっと）
声 - 渡辺はるか
色欲（しきよく）
声 - 福山あさき
貪欲（どんよく）
声 - 谷掛未森